# Plagiopsis distanti
Plagiopsis distanti är en insektsart som beskrevs av Berg 1883. Plagiopsis distanti ingår i släktet Plagiopsis och familjen Caliscelidae. Inga underarter finns listade i Catalogue of Life.